# Trh (ekonomie)
Trh je v ekonomice prostor, kde dochází ke směně statků a služeb. Původně byl trh vyhrazené místo, kde se v pravidelných intervalech scházeli lidé, aby navzájem směňovali (tržiště). Protože barter je v rozvinuté ekonomice spíše vzácností, obvykle hovoří o trhu nějaké komodity či služby (trh s obilím, trh s ropou, elektronikou apod.) a není třeba uvádět, za jaké zboží jsou tyto komodity a služby směňovány, jde totiž obvykle o směnu za peníze.
Dojde-li k obchodu, nabízející získává za své zboží od poptávajícího nějakou sumu, kterou pak může na jiných trzích užít k získání statků a služeb, které si skutečně přeje. Směna je tedy typicky nepřímá, sestává ze dvou kroků, z prodeje na prvním trhu a nákupu na druhém.

## Nabídka a poptávka
Na trhu se setkávají nabízející, kteří chtějí směnit za peníze, a poptávající, kteří za ně chtějí získat nějaké nové zboží. Cílem prodejců je maximalizace ceny, zatímco kupující si přejí pravý opak, cenu co nejnižší. Na trhu se tyto protichůdné zájmy střetávají, k transakci dojde pouze v případě, že obě strany jí získávají (jde o dobrovolnou směnu). Nabízející si musí cenit obnosu, který mu kupující nabízí, více než prodávaného zboží. Naopak kupující musí preferovat dané zboží před smluvní částkou peněz. Jestliže jsou obě podmínky splněny, pak dojde k obchodu.
Kupující z nabídek, které jsou mu známy, vybere tu nejlevnější. Čím přesněji tedy zná prodejní ceny různých nabízejících, tím se zvyšuje jeho šance nakoupit výhodně. Naopak prodávající se pokouší dosáhnout nejvyšší ceny. S růstem ceny se však snižuje jeho šance prodat své zboží. Všechny trhy tedy vykazují tendenci směřovat k jediné ceně. Ta by byla ustavena v případě, že by kupující dokonale znali nabídku a žádný prodávající by se tedy nemohl dovolit žádat víc než jeho konkurenti.

## Rozdělení trhu
Volný trh lze rozdělit na dvě části, které od sebe nemusí jít vždy jednoznačně rozlišit:

### Trh spotřebních statků
Na trhu spotřebních statků nabízejí výrobci finální zboží a služby, zatímco individuální spotřebitelé tyto statky poptávají. Zakoupené zboží je přímo spotřebováno a neslouží k další výrobě.

### Trh výrobních faktorů
Tento trh nemusí být pro běžného spotřebitele natolik zřejmý, jako je tomu v předchozím případě. Na trhu výrobních faktorů tvoří poptávku firmy, poptávající pracovní sílu a kapitálové statky a nabídku lidí, tedy pracovní síla, a opět firmy nabízející jiné kapitálové statky. Zakoupené zboží či práce je využíváno k další výrobě.

## Druhy trhů
V ekonomice rozlišujeme následující druhy trhů:
1. Trh spotřebních předmětů
2. Trh výrobních prostředků
3. Trh práce
4. Finanční trh – trh peněžní a kapitálový trh
5. Černý trh

## Tržní mechanismus a intervence
Trh se ustaví vždy tam, kde jednotliví aktéři mohou svobodně sledovat svůj zájem, tedy všechny směny jsou pouze dobrovolné (k jednotlivé směně dojde tehdy, pokud je pro obě strany výhodná) a tam, kde existují vlastnické tituly, práva disponovat s konkrétním majetkem. Splnění žádných dalších podmínek už není třeba.
Po většinu historie autority do fungování trhu nějakou měrou zasahovaly, často i velice hrubě. Důsledkem každé takové intervence však je snížení užitku některých, kteří na trhu obchodují. Regulace cen například vede k přebytkům či nedostatkům zboží. Regulace podmínek, za kterých smí dojít ke směně, způsobuje, že někteří účastníci nebudou uspokojeni. Pokud třeba vláda zakáže půjčovat peníze na úrok od jisté meze výše, protože to označí za amorální lichvu, někteří lidé si nebudou moci půjčit peníze, které by potřebovali, odejdou s nepořízenou. Na trhu práce například minimální mzda způsobuje nezaměstnanost submarginálních pracujících, tedy takových, jejichž mezní produkt práce je nižší než předepsaná minimální mzda.
Nikdo si je nemůže dovolit zaměstnávat, protože by jim byl nucen dát více, než kolik jejich práce skutečně stojí. Stejně jako regulace působí pro některé negativně i subvence. Všichni daňoví poplatníci jsou pak nuceni platit za produkci, kterou si ani nemusejí přát koupit. Konkurence je omezena. Podobně udělení výsadního privilegia, monopolu omezuje soutěž a zvyšuje ceny pro spotřebitele.

## Alokace trhu
V tržním prostředí je nabídka řízena poptávkou. Je-li po nějakém produktu, zboží, komoditě, službě, lidském zdroji dlouhodobá poptávka, pak se pro něj dříve či později vytvoří (alokuje) nabídka. (Pro tzv. „černý trh“ to neplatí o nic méně.) Klesne-li později tato poptávka (například proto, že je již nasycena), dříve či později dojde k tomu, že nejméně úspěšný ze subjektů nabízejících toto zboží nebo službu bude nucen s nabídkou skončit nebo se přeorientovat na něco jiného. Nabídka sleduje poptávku ve složitém diferenciálním vztahu s mnoha faktory, ale vždy se snaží poptávku nasytit v té míře, v jaké je „hlad“ po daném zboží či službě.
Proto například v centru velkých měst může existovat několik bufetů, směnáren, restaurací nebo hospod (subjektů nabízejících stejné zboží) doslova jedna vedle druhé, zatímco v malé obci by v případě existence dvou obchodů se stejným zbožím musel ten méně podnikatelsky úspěšný dříve či později vyhlásit bankrot. Princip sledování poptávky nabídkou a zejména vytváření nabídky na základě poptávky, se nazývá alokace trhu.

## Nerovnost
Existují různé praktiky trhu, které mohou vyvolávat dojem, že jde o diskriminaci. Je to například cena nabízená na základě informací o kupujícím. I kvalita se přizpůsobuje podle kupujícího či oblasti (například tzv. český trh). Jde nejen o potraviny ale i o služby. Jsou i snahy o dvourychlostní trh na politické úrovni. Přesto existují tendence o rovnost trhu jakou je například síťová neutralita.